# Gakovo
Gakovo (ćir.: Гаково, mađ.:Gádor, njem.:Gakowa / Gaumarkt ) je naselje u općini Sombor u Zapadnobačkom okrugu u Vojvodini.

## Povijest
Gakovo je bilo njemačko selo, na kraju Drugog svjetskoga rata Nijemci su napustili naselje. Gakovo je postalo jednim od najvećih sabirnih logora u Vojvodini. U roku od tri godine, od 1945. do 1948. je oko 8500 Nijemaca je izgubilo zivot zbog mučenja, gladi i bolesti. Poslije zatvaranja logora, doselili su se Srbi u kuće mjesnih Nijemaca koji su otišli ili su bili protjerani.

## Stanovništvo
U naselju Gakovu živi 2.201 stanovnik, od toga 1746 punoljetnih stanovnika, a prosječna starost stanovništva iznosi 39,4 godina (38,3 kod muškaraca i 40,5 kod žena). U naselju ima 694 domaćinstava, a prosječan broj članova po domaćinstvu je 3,17.
Prema popisu iz 1991. godine u naselju je živjelo 2.073 stanovnika.
| Etnički sastav 2002. |            |        |
| Narod                | Stanovnika | %      |
| Srbi                 | 1.805      | 82,00% |
| Hrvati               | 101        | 4,58%  |
| Jugoslaveni          | 101        | 4,58%  |
| Mađari               | 46         | 2,08%  |
| Makedonci            | 17         | 0,77%  |
| Crnogorci            | 14         | 0,63%  |
| Bunjevci             | 10         | 0,45%  |
| Romi                 | 6          | 0,27%  |
| Nijemci              | 4          | 0,18%  |
| Bošnjaci             | 4          | 0,18%  |
| ostali               | 7          | 0,30%  |
| nepoznato            | 1          | 0,04%  |

| broj stanovnika | 62    | 1477  | 2022  | 2014  | 2122  | 2073  | 2201  |
|                 | 1948. | 1953. | 1961. | 1971. | 1981. | 1991. | 2001. |

## Šport
Športska društva i klubovi koji ovdje djeluju su:
- nogomet: Graničar
- šah: Gakovo

## Vanjske poveznice
- Karte, položaj vremenska prognoza  Arhivirana inačica izvorne stranice od 29. ožujka 2008. (Wayback Machine)
- [neaktivna poveznica]